# 公兴镇 (剑阁县)
公兴镇，是中华人民共和国四川省广元市剑阁县下辖的一个乡镇级行政单位。2020年5月，撤销吼狮乡、圈龙乡，将原吼狮乡、原圈龙乡和原碑垭乡大垭村1、2、3、4、5、6、7、8、10、11组所属行政区域划归公兴镇管辖。

## 行政区划
公兴镇下辖以下地区：
大桥社区、新生村、九龙村、大梁村、茶垭村、文林村和凤凰村。